# Offset
Киа́ри Ке́ндрелл Си́фус (англ. Kiari Kendrell Cephus; род. 14 декабря 1991, Лоренсвилл, Джорджия, США), более известный как Offset — американский рэпер, автор песен и актёр. Бывший участник хип-хоп-группы Migos, в состав которой также входили Takeoff и Quavo.

## Жизнь и карьера
В 2008 году Оффсет вместе с Куэйво и Тейкоффом создаёт группу Migos. Все трое являются прямыми родственниками: Оффсет — кузен Куэйво, а Куэйво приходится дядей Тейкоффу. Все трое вместе росли в округе Гуиннетт, практически пригородной зоне рядом с Атлантой.
Первое признание к Migos пришло после выхода в 2013 году их сингла «Versace». В 2015 году трио выпустило свой дебютный студийный альбом Yung Rich Nation. В 2017 году их сингл «Bad and Boujee» стал интернет-феноменом и породил огромное количество мемов с надписями «rain drop, drop top», цитирующими строчки Оффсета. Песня забралась на вершину чарта US Billboard Hot 100, многие критики сошлись во мнении, что трек возвысил Оффсет. В 2017 году трио выпустило свой второй студийный альбом Culture, который дебютировал на первой строчке чарта US Billboard 200.
Помимо деятельности в рамках Migos, Оффсет занимается сольным творчеством и коллаборирует с другими артистами. В июне 2017 года Оффсет появился в сингле Метро Бумина «No Complaints», который был записан при участии Дрейка и достиг 71-й строчки чарта Billboard Hot 100, а в сентябре он появился в песне Маклемора «Willy Wonka» с его альбома Gemini. За несколько часов до его выпуска был анонсирован совместный студийный альбом Оффсета с рэпером 21 Сэвидж и продюсером Метро Бумином — Without Warning (с англ. — «Без предупреждения») Альбом был выпущен 31 октября 2017 года, дебютировав на 4-й строчке чарта US Billboard 200 chart В альбоме обнаружился хит — песня «Ric Flair Drip» стала первым сольным платиновым синглом Оффсета, и на данный момент это самая высоко забравшаяся в чарте US Billboard Hot 100 песня рэпера. 22 февраля 2019 года Оффсет выпустил свой первый сольный альбом Father of 4.

## Личная жизнь
В 2017 году Оффсет начал встречаться с американской рэп-артисткой Карди Би. 27 октября 2017 года во время выступления на концертной площадке Power 99’s Powerhouse в Филадельфии (штат Пенсильвания) он сделал ей предложение. 20 сентября 2018 года Карди Би и Оффсет без лишнего шума расписались. У супругов трое детей — дочь Калче Киари (род. 10.07.2018) , сын Уэйв Сет (род. 04.09.2021) и дочь, чье имя не разглашается (род. 07.09.2024)  5 декабря 2018 года Карди Би через свой Instagram-аккаунт объявила о расставании с Оффсетом после четырнадцати месяцев брака. По сообщениям, причиной послужила измена Сифуса. К началу февраля пара помирилась.  
Также у Оффсета есть трое детей от предыдущих отношений: сын Джордан (род. 21.12.2009) от Джастин Уотсон; сын Коди (род. 02.03.2015) от Ориэль Джейми; дочь Калия Мари (род. 23.03.2015) от Шайи Л'Амур. 

### Проблемы с законом
Когда группа «Мигос» в 2013 году обрела первый успех, Оффсета заключили в тюрьму округа Де-Калб (штат Джорджия) за нарушение условий отбывания условного наказания, которое он получил из-за предыдущих обвинений в краже со взломом и воровстве.
18 апреля 2015 года власти свернули концерт «Мигос» в Южном университете Джорджии и арестовали всех троих участников группы, а также нескольких членов их окружения. Оффсету отказали в освобождении под залог, обвинив его в хранении неуточнённого наркотика из Списка II, хранении марихуаны, хранении огнестрельного оружия на периметре безопасности учебного заведения и владении огнестрельным оружием во время совершения преступления.
2 мая 2015 года Оффсет, находясь за решёткой, был обвинён ещё и в нанесении побоев и подстрекательстве к беспорядкам в пенитенциарном учреждении, когда он напал на другого заключённого, причинив тому серьёзные травмы. На проходившем 8 мая 2015 года слушании об освобождении под залог, которым занимался судья Верховного суда округа Буллок Джон Р. Тернер, Оффсету официально отказали в этом самом залоге на основании предыдущей судимости рэпера и его недавней драки в стенах тюрьмы. В ходе слушания двум членам окружения группы «Мигос» также отказали в освобождении под залог, а четырём другим освобождение под залог одобрили, но с условием того, что в округ Буллок они больше не вернутся. Судья Тернер поручил четверым освобождённым не вступать в контакт с кем-либо из участников дела. Адвокат Оффсета утверждал, что рэп-трио несправедливо подверглось расовому профилированию со стороны правоохранительных органов, а офицеры полиции так и не смогли доказать, что найденные в двух фургонах огнестрельное оружие и запрещённые наркотики действительно принадлежат участникам группы. Обвинение ответило, что органы правопорядка присутствовали на концерте, чтобы обеспечить безопасность студентов и публики в целом, как раз из-за шлейфа преступлений, который тянется за «Мигос». Услышав решение суда, Оффсет, когда его выводили из зала заседаний, прокричал оскорбительные слова.
Проведя в стенах тюрьмы восемь месяцев, 4 декабря 2015 года Оффсет вышел на свободу по «признанию Алфорда». В результате сделки с Оффсета были сняты все обвинения, связанные с оружием, наркотиками и бандами, но взамен он должен был признать себя виновным в подстрекательстве к беспорядкам в пенитенциарном учреждении и уплатить штраф в размере 1000 долларов. Рэперу был назначен пятилетний испытательный срок, также его забанили в округах Буллок, Эффингем, Дженкинс и Скривен.
17 мая 2016 года Оффсета арестовали за вождение с недействительными правами, но уже на следующий день отпустили, не предъявив никаких обвинений.
Кроме того, 5 апреля 2018 года за нарушение правил дорожного движения в Северной Каролине остановили туровой автобус «Мигос». Офицеры полиции обыскали транспортное средство и обнаружили там 420 граммов марихуаны, 26 унций кодеина и ксанакс. Членов группы не арестовали, Оффсет там вообще не присутствовал, но присутствовали члены их окружения.
23 апреля 2019 года Оффсету было предъявлено обвинение в совершении уголовного преступления за владение тремя пистолетами и хранение наркотиков после его предыдущего ареста в июле 2018 года. Новости об обвинениях попали на несколько социальных медийных платформ, включая TheShadeRoom, что вызвало гневные речи жены рэпера Карди Би о том, что те не освещают позитивные достижения артиста и его компаньонов, фокусируясь лишь на негативе.

## Дискография

### Студийные альбомы
- Father of 4 (2019)
- Set It Off  (2023)

### Совместные альбомы
- Without Warning (с 21 Savage и Metro Boomin) (2017)

## Фильмография
| Год  | Название  | Роль  | Примечания             |
| ---- | --------- | ----- | ---------------------- |
| 2016 | «Атланта» | Камео | Эпизод: «Изо всех сил» |